# خرف كاذب
الخرف الكاذب
هو نمط ظاهري يقترن بمجموعة واسعة من الاضطرابات الكامنة. تشير البيانات إلى أن بعض الاضطرابات التي يمكن أن تتحول إلى عرض تشبه الزيف تشمل الاكتئاب (المزاج)، الفصام، الهوس، الاضطرابات الانفصامية، متلازمة جانسر، اضطراب التحويل، والعقاقير ذات التأثير النفساني. على الرغم من أن توزيع تواتر الاضطرابات التي تظهر كظاهرة زائفة لا يزال غير واضح، إلا أن ما هو واضح هو أن الاكتئابية الكاذبة، التي يشار إليها بشكل مترادف باسم الخرف[3] أو الاكتئاب الشديد مع الخرف الاكتئابي، تمثل فئة فرعية رئيسية للفئة الشاملة من الزيف. وقد لوحظ منذ فترة طويلة أنه في التشخيص التفريقي بين الخرف والخرف الكاذب، يبدو أن الاكتئاب هي أكثر الاضطرابات صعوبة في التمييز بين الفئات «العضوية» من الخرف المؤسس بطريقة علمية، ولا سيما الخرف التنكسى لنوع الزهايمر. الكآبة الزائفة هي متلازمة تظهر عند كبار السن حيث تظهر عليهم أعراض تتوافق مع الخرف ولكن السبب هو في الواقع الاكتئاب.
كبار السن الذين يعانون من أعراض معرفية في الغالب مثل فقدان الذاكرة، والغموض، فضلا عن تباطؤ الحركة البارز والكلام المنخفض أو البطيء، تشخص خطأ في بعض الأحيان على أنهم يعانون من الخرف عندما أظهر المزيد من التحقيقات أنهم يعانون من نوبة اكتئابية عظمى. كان هذا تمييزًا مهمًا لأن الأول كان غير قابل للتخدير والتقدم، ويمكن علاج هذا الأخير بالعلاج المضاد للاكتئاب أو العلاج بالصدمات الكهربائية أو كليهما. وعلى النقيض من الاكتئاب الشديد، فإن الخرف هو متلازمة تنكسية عصبية تقدمية تنطوي على ضعف واسع في الوظائف القشرية الأعلى الناتجة عن انتشار أمراض الدماغ.

## التاريخ وجدل المصطلح
صاغ هذا المصطلح لأول مرة في عام 1961 من قبل الطبيب النفسي ليزلي كيلوه، الذي لاحظ المرضى الذين يعانون من أعراض المعرفية بما يتفق مع الخرف الذي تحسن مع العلاج. يجب استبعاد أسباب عكسية من الخرف الحقيقي. كانت ولايته وصفية في المقام الأول. ومع ذلك، كانت الظاهرة السريرية معروفة جيداً منذ أواخر القرن التاسع عشر كخرف.
أدت الشكوك حول تصنيف وميزات المتلازمة، والطبيعة المضللة للاسم، إلى تقديم مقترحات بإسقاط هذا المصطلح. ومع ذلك، يجادل المؤيدون بأنه على الرغم من أنه ليس مفهومًا مفردًا محددًا مع مجموعة محددة من الأعراض، إلا أنه مصطلح عملي ومفيد والذي ثبت صحته في الممارسة السريرية، كما يبرز أولئك الذين قد يكون لديهم حالة قابلة للعلاج.

## العرض
غالبًا ما يكون تاريخ الاضطراب في حالة الزيف قصيرًا ومفاجئًا، في حين أن الخرف غالباً ما يكون خبيثًا. سريريا، يختلف الأشخاص الذين يعانون من سوء الحالة الزائفة عن أولئك الذين يعانون من الخرف الحقيقي عندما يتم اختبار ذاكرتهم. وغالباً ما يجيبون أنهم لا يعرفون الإجابة عن سؤال، وأن اهتمامهم وتركيزهم لا يكونان سليم في الغالب، وقد يبدو أنهما مزعجين أو مكتئبين. أولئك الذين يعانون من الخرف الحقيقي سيعطون إجابات خاطئة في كثير من الأحيان، ويبدون غير مبالين أو غير مهتمين.
أظهرت التحقيقات، مثل التصوير الطبي بأشعة غاما للدماغ، انخفاض تدفق الدم في مناطق الدماغ لدى المصابين بمرض الزهايمر، مقارنة مع تدفق دم أكثر طبيعية لدى المصابين بالزيف.